# Plácido Domingo
José Plácido Domingo Embil (født 21. januar 1941), kendt som Plácido Domingo, er en spansk tenor, der er kendt for sit velklingende og dramatiske vokale udtryk. Domingo er en af verdens mest kendte og berømte operasangere. Hans fornavn udtales ofte på dansk fejlagtigt som Placído.
Han debuterede i 1961 i Monterrey i Mexico (som Alfredo in La Traviata af Verdi) og har siden sunget et stort antal roller. I marts 2008 debuterede han i sin 128. operarolle, hvorved han har sunget i flere partier end nogen anden tenor. Udover sin aktivitet som sanger dirigerer han også operaer og koncerter, ligesom han virker som direktør for Washington National Opera i Washington, D.C. og for Los Angeles Opera i Californien. Hans kontrakter er begge steder blevet forlænget til at omfatte sæsonen 2010-2011.
Domingo har indspillet over 100 plader og også medvirket i filmindspilninger.

## Biografi og karriere

### De første år
Plácido Domingo blev født i nærheden af Barrio de Salamanca ved Madrid, men flyttede til Mexico med sin familie, som havde en zarzuela-trup. Han tog først private klavertimer, men kom senere på musikkonservatoriet i Mexico City.
I 1957 havde Domingo sin første professionelle optræden, idet han spillede med sin mor ved en koncert i Mérida i Yucatán. Han gjorde sin operadebut med en barytonrolle i Manuel Fernández Caballeros zarzuela, Gigantes y cabezudos. På den tid arbejdede han for sine forældres zarzuela-trup, idet han sang baryton og også virkede som akkompagnatør for andre sangere. Han havde også en mindre rolle i den første mexicanske opførelse af My Fair Lady og bidrog til den forestilling som assisterende dirigent.
I 1959 var Domingo til en foresyngning ved Mexicos nationalopera som baryton, men blev så bedt om at foredrage nogle tenorarier i stedet. Han blev antaget ved kompagniet som tenor i biroller og som vejleder for andre sangere.
Han spillede også klaver for et balletkompagni for at supplere sin indkomst, ligesom han var pianist i et TV-program for en ny mexicansk kulturkanal. Programmet bestod af uddrag fra zarzuelaer, operetter, operaer og lystspil. Domingo optrådte også som skuespiller i mindre roller i stykker af Federico García Lorca, Luigi Pirandello og Anton Tjekhov.

### 1960'erne til 1980'erne
I 1961 fik han sin første hovedrolle, nemlig som Alfredo i La traviata i Monterrey og senere samme år debuterede han i USA på Dallas Civic Opera, hvor han sang rollen som Arturo i Donizettis Lucia di Lammermoor overfor Joan Sutherland, som sang titelpartiet.
I 1962 vendte han tilbage til Texas for at synge rollen som Edgardo i samme opera overfor Lily Pons ved Fort Worth Opera. I slutningen af det år underskrev han en kontrakt på seks måneder med den israelske nationalopera, en kontrakt som han senere skulle forlænge til samlet to et halvt år. Han medvirkede i 280 forestillinger i 12 forskellige roller i Israel.
I juni 1965 kom han til New York City Opera; han skulle have haft sin debut som Don José i Bizets Carmen, men kom på scenen tidligere end ventet, da han i sidste øjeblik blev bedt træde ind for en sygemeldt tenor som B.F. Pinkerton i Puccinis Madama Butterfly. Året efter i februar sang han med samme operakompagni titelrollen i den amerikanske premiere på Alberto Evaristo Ginasteras Don Rodrigo, der fik en god modtagelse. Opførelsen af denne opera var også en markering af New York City Operas indflytning i Lincoln Center.
Domingos officielle debut på Metropolitan Opera i New York fandt sted den 28. september 1968, hvor han erstattede Franco Corelli i en opførelse af Francesco Cileas Adriana Lecouvreur. Den kvindelige hovedrolle blev sunget af Renata Tebaldi. Før Adriana Lecouvreur havde Domingo dog sunget med Metropolitan Opera, omend på Lewisohn Stadium i en opførelse af Mascagnis Cavalleria rusticana og Leoncavallos I pagliacci i 1966. Domingo har siden deltaget i sæsonåbningen på Metropolitan Opera 21 gange – mod Enrico Carusos 17 sæsonåbninger.
Domingo debuterede på Wiener Staatsoper i 1967 på Lyric Opera i Chicago i 1968, på Teatro alla Scala og San Francisco Opera i 1969 på Philadelphia Lyric Opera Company i 1970, på Covent Garden i London i 1971 – og har nu sunget på hvert betydende operahus og ved alle operafestivaler i verden.
Domingo har opera, fx en opførelse af La traviata i 1973 på New York City Opera, ligesom han også har dirigeret symfoniorkestre. I 1981 vakte han opmærksomhed udenfor operakredse med sangen "Perhaps Love" som duet med John Denver.
Den 19. september 1985 rystede det største jordskælv i Mexicos historie den mexicanske hovedstad. Domingos tante, onkel, nevø samt nevøens lille søn blev dræbt i boligblok. Domingo bidrog selv til redningsarbejdet og deltog i støttekoncerter for ofrene, ligesom han udgav et album.

### 1990'erne til i dag
Gennem 1990'erne og i første årti i det 21. århundrede er Domingo fortsat med at optræde, idet han har sunget mange roller i sit repertoire men også lært nye, blandt andet titelrollerne i Wagners Parsifal og Mozarts Idomeneo samt roller som Figaro i Rossinis Il barbiere di Siviglia, Siegmund i Wagners Die Walküre, Danilo i Lehárs Die lustige Witwe og Cyrano i Franco Alfanos Cyrano de Bergerac. Fra midten af 1990'erne til først i 2008 tilføjede Domingo således 38 nye roller fra operaer på seks forskellige sprog (engelsk, italiensk, fransk, tysk, russisk og spansk) til sit repertoire. Den seneste var Tamerlano af Händel.
En begivenhed, der gav Domingo større anerkendelse uden for operakredse end samarbejdet med Denver, var "De tre tenorers" koncert ved åbningen af verdensmesterskaberne i fodbold i 1990, som han deltog i sammen med José Carreras og Luciano Pavarotti. Formålet var oprindeligt at rejse penge for José Carreras' internationale leukæmifond. De tre tenorer optrådte flere gange sammen også under VM-finalerne i Los Angeles i 1994, i Paris i 1998 og i Yokohama i 2002. Domingo sang med Anna Netrebko og Rollando Villazón ved finalen i Berlin i 2006. Endelig sang han duetten Ài de Huǒyàn (Kærlighedens flamme) med Song Zuying ved afslutningsceremonien på sommerolympiaden i Beijing i 2008.
Domingo har også sunget med Gitta Maria Sjöberg på Det Kongelige Teater i København på Operaen den 7. april 2006 som Siegmund i Die Walküre af Wagner i en iscenesættelse af Kasper Bech Holten.
Plácido Domingo optrådte den 30. juli samme år i Vognsbølparken i Esbjerg med Sønderjyllands Symfoniorkester under ledelse af dirigenten Eugene Kohn og med gæsteoptræden af sopranerne Virginia Tola og Inga Nielsen. Han har også sunget med Lene Siel.
Den 25. januar 2007 bekendtgjorde Plácido Domingo, at han i 2009 ville synge Verdis Simon Boccanegra (baryton) i operaen af samme navn. Han debuterede i partiet den 24. oktober på Staatsoper unter den Linden i Berlin og sang rollen yderligere 29 gange 2009-2010 på førende operahuse verden over. Han vil dog også fortsat synge tenorroller.
Den 15. marts 2009 hyldede Metropolitan Opera Domingo ved hans 40-års-jubilæumssæson ved en gallaforestilling.

## Familie
Plácido Domingo er søn af Plácido Francisco Domingo Ferrer (8. marts 1907 – 22. november 1987) og Pepita Embil Echaníz (28. februar 1918 – 28. september 1994), to spanske zarzuelasangere, som lagde grunden for Domingos tidlige interesse for musik. Domingos far var halvt catalaner, halvt aragonier, mens moderen var basker. Faderen var violinist og spillede for opera- og zarzuelatrupper. Han var baryton og var aktiv som zarzuelasanger, men måtte afbryde sin karriere efter at have ødelagt sin stemme ved at synge, mens han var forkølet. Domingos mor var en etableret sanger, som havde haft debut på Gran Teatre del Liceu i Barcelona. Hun mødte sin mand, da hun var 21 og optrådte i Federico Moreno Torrobas Sor Navarra. I 1946 dannede Moreno Torroba og Domingos forældre et zarzuelakompagni og rejste ofte til Mexico for at optræde. Domingos forældre flyttede senere permanent til Mexico, hvor de etablerede deres egen zarzuelatrup. Udover sønnen  fik de en datter, Maria José Domingo de Fernandez.
Den 29. august 1957, da Plácido Domingo var 16 år gammel, giftede han sig med en anden klaverelev, Ana María Guerra Cué (1938–1985). Deres første søn, José Plácido Domingo Guerra (Pepe), blev født den 16. juni 1958. Parret blev skilt kort efter sønnens fødsel. Den 1. august 1962 giftede Plácido Domingo sig med Marta Ornelas (født 1935), en lyrisk sopran fra Veracruz i Mexico, som han havde mødt på konservatoriet. Samme år var Ornelas kåret til årets sanger, men hun opgav en lovende karriere til fordel for sin familie. De fik to sønner, Plácido Francisco, der blev født den 21. oktober 1965, og Alvaro Maurizio, der blev født den 11. oktober 1968. Efter tiden i Israel flyttede familien til Teaneck i New Jersey. Ferierne tilbringes i Acapulco i Mexico.

## Pladeindspilninger
Domingo har indspillet over 100 plader, hvoraf de fleste er operaer i fuld længde. Han har flere gange indspillet den samme rolle. Domingos pladekatalog omfatter også en samlet indspilning af alle Verdis arier for tenor, hvoraf flere kun sjældent opføres.
I august 2005 udgav selskabet EMI Classics en ny studieindspilning af Wagners Tristan und Isolde med Domingo som Tristan, en indspilning der har fået flotte anmeldelser.
I første halvdel af 2006 udkom indspilninger på Deutsche Grammophon af Puccinis Edgar, Isaac Albénizs Pepita Jiménez samt en samling italienske og napolitanske sange med titlen Italia, ti amo. Domingos CD Amore infinito fra december 2008 var sange baseret på digte af pave Johannes Paul 2.

## Optræden på film og TV
Domingo har medvirket i flere operafilm, bl.a. Jean-Pierre Ponelles Madama Butterfly, Francesco Rosis Carmen (der har vundet en "Grammy" for bedste operaindspilning), Gianfranco de Bosios Tosca (med Raina Kabaivanska i titelpartiet), Giuseppe Patroni Griffis Tosca (med Catherine Malfitano), Franco Zeffirellis Otello (med Katia Ricciarelli), Cavalleria rusticana og I pagliacci samt La traviata (med Teresa Stratas).
Han optrådte også i Teatro alla Scalas TV-produktion fra 1978 af Puccinis Manon Lescaut og i TV-transmissioner fra Metropolitan Opera. I 2007 lagde Domingo stemme til "Homer of Seville", et afsnit af tegneserien The Simpsons, hvor Homer optræder som operasanger. Endvidere har Domingo spillet med i The Cosby Show som Alberto Santiago, en kollega til hovedpersonen Cliff Huxtable.

## Udmærkelser og æresbevisninger
Plácido Domingo vandt sin første Grammy i 1971 og har siden da vundet yderligere otte samt tre Latin Grammies. Han er "Kammersänger" ved Wiener Staatsoper og har modtaget adskillige æresdoktortitler. Domingo er indehaver af Österreichisches Ehrenzeichen für Wissenschaft und Kunst, den franske Ordre national de la Légion d'honneur, den mexicanske Orden del Águila Azteca, den spanske Premio Príncipe de Asturias samt den amerikanske Presidential Medal of Freedom.

## Humanitært arbejde
Den 4. marts 2006 sang Domingo ved velgørenhedskoncerten "A Night For New Orleans" på New Orleans Arena for at rejse penge til genopbygningen af byen efter en orkanen Katrina. Byen har opkaldt scenen i Mahalia Jackson Theatre efter ham. Gallakoncerten indbragte 700.000 USD til byens genopbygningsfond.
I 1986 optrådte Domingo ved velgørenhedskoncerter for at rejse penge til ofrene for jordskælvet i Mexico City og udgav et album. Den 21. august 2007 opsatte byen en statue til hans ære.
Endelig støtter Domingo "Hear the World", der er en forening, der vil skabe opmærksomhed om hørelse og hørelsestab.